# Super Stardust HD
Super Stardust HD är ett nedladdningsbart spel till Playstation 3 och Playstation Portable utvecklat av den finländska spelutvecklaren Housemarque.
Spelet påminner mycket om Asteroids och är en remake av Super Stardust till Amiga. 
I Europa släpptes spelet den 29 juni 2007 till Playstation 3 och till Playstation Portable i november 2008.